# California State Route 37
De California State Route 37, afgekort CA 37 of SR 37, is een state highway van de Amerikaanse staat Californië. 
De weg is 35 kilometer lang en loopt ten noorden van de San Pablo Bay. De weg begint in het westen aan een kruising met Highway 101 in Novato, loopt dan over Petaluma en verder door het uiterste zuiden van Sonoma en Napa County, kruist met SR 29 in Vallejo en eindigt aan de Interstate 80 in diezelfde stad.
SR 37 vormt een belangrijke verkeersader in het noorden van de San Francisco Bay Area. Al in de jaren 50 werd voorgesteld om er een snelweg van te maken.

## Fotogalerij

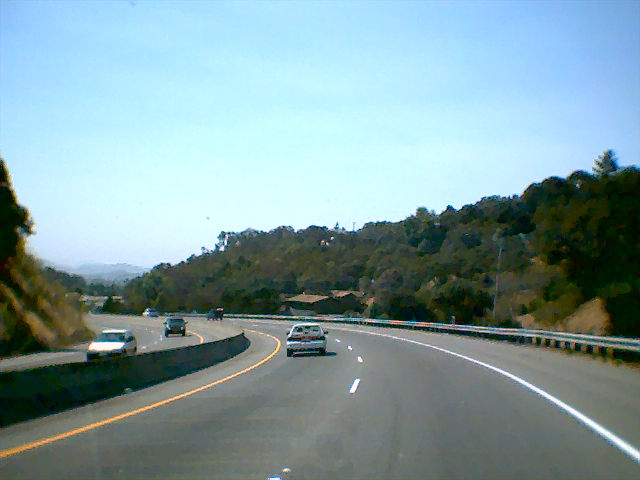
California State Route 37 in Novato
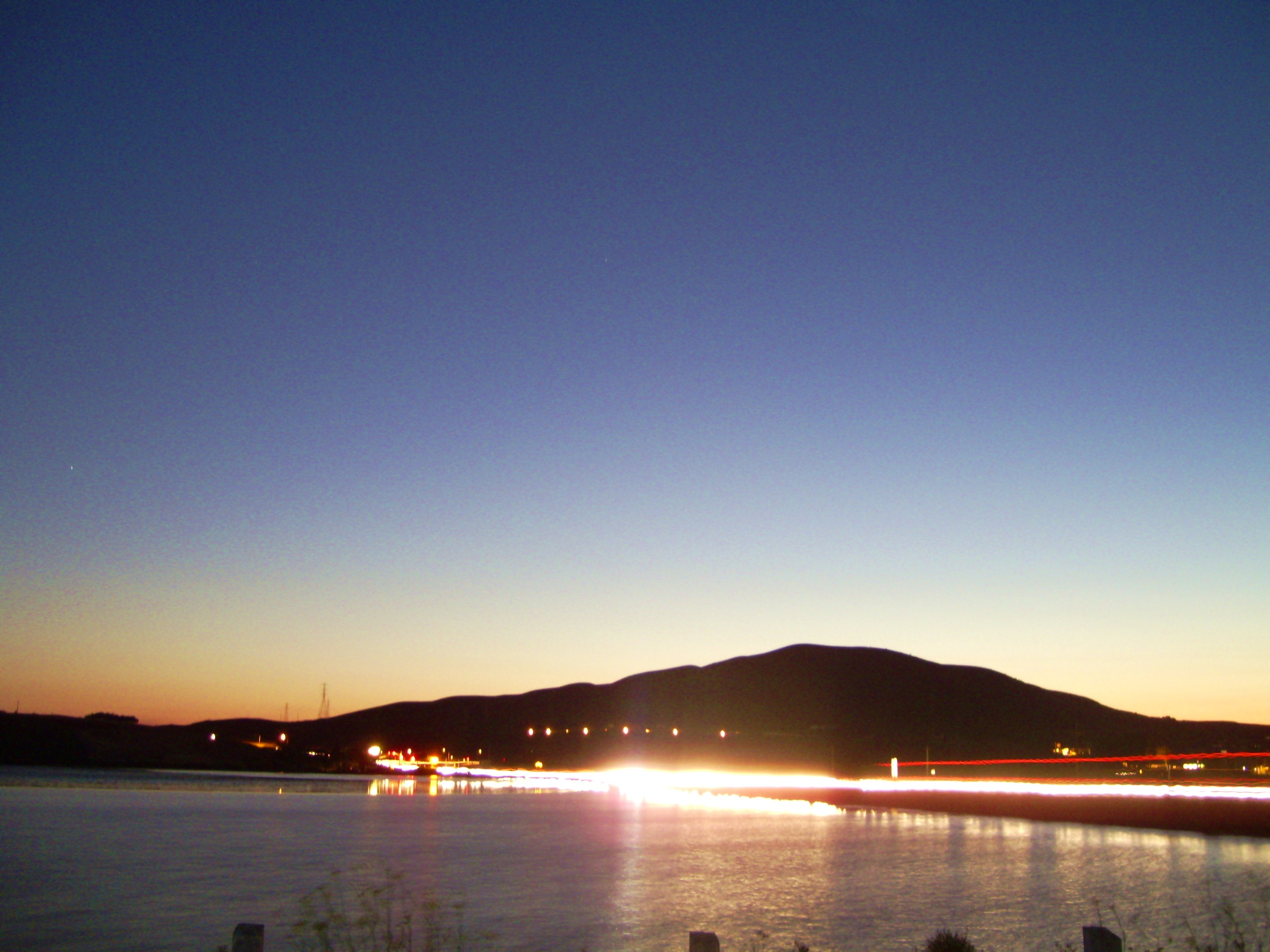
California State Route 37 bij Raceway Hill
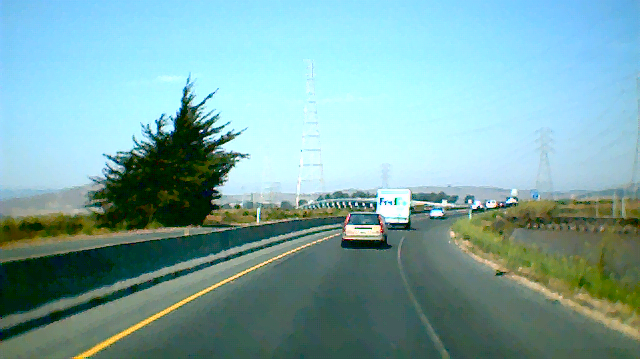
California State Route 37 bij Sears Point
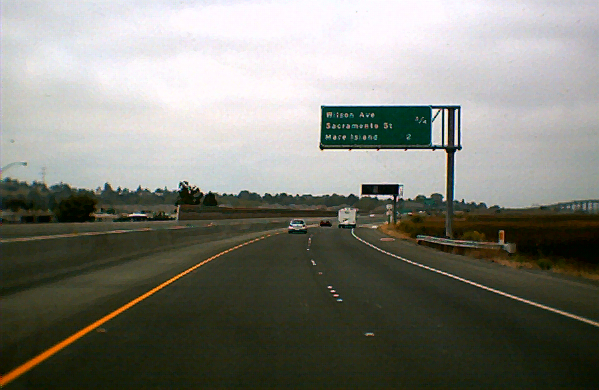
California State Route 37 bij White Slough